# Ugo Nwadikwa
Ugo Nwadikwa (25 november 1987) is een Belgische voetballer. Hij speelt voor KV Woluwe-Zaventem als centrale verdediger.

## Statistieken

### Competitie
| seizoen    | club                | land   | competitie    | wed. | basis | goals |
| ---------- | ------------------- | ------ | ------------- | ---- | ----- | ----- |
| 2007/08    | Oud-Heverlee Leuven | België | Tweede klasse | 4    | 2     | 0     |
| Bijgewerkt | 16-09-07            |        |               |      |       |       |

### Beker
| seizoen    | club                | land   | competitie       | wed. | basis | goals |
| ---------- | ------------------- | ------ | ---------------- | ---- | ----- | ----- |
| 2007/08    | Oud-Heverlee Leuven | België | Beker van België | 2    | 1     | 0     |
| Bijgewerkt | 26-08-07            |        |                  |      |       |       |